# Kordovski emirat
Kordovski emirat (arabsko إمارة قرطبة, DIN Imārah Qurṭuba, špansko Emirato de Córdoba) je bil od leta 756 do 929 neodvisen emirat na Iberskem polotoku s prestolnico v Córdobi.
Po arabski osvojitvi Hispanije v letih 711-718 je večina Iberskega polotoka postala provinca Omajadskega kalifata. Njeni guvernerji so od kalifa v Damasku dobili naziv vali ali emir.
Leta 750 so Abasidi iz Bagdada vrgli s prestola in ubili zadnjega omajadskega kalifa Marvana II. in pobili njegovo družino. Preživel je edino Abd Al Rahman, ki je pobegnil na Iberski plotok. Leta 756 je razglasil svojo neodvisnost od abasidskih kalifov v Bagdadu in zavladal kot samostojen emir. Med utrjevanjem svojega vladarskega položaja je premagal lokalne fevdalce, ki so priznavali nadoblast Bagdada, in njihovo ozemlje priključil k svojemu.  Združevanje Al Andaluza in priključevanje Toleda, Zaragoze, Pamplone in Barcelone je trajalo več kot 25 let.
V naslednjem stoletju in pol so njegovi potomci kot kordovski emirji formalno vladali v celem Al Andaluzu in občasno tudi v zahodnem delu severne Afrike. Nihova oblast je v resnici nihala v odvisnosti od sposobnosti posameznih emirjev.  Med vladanjem emirja  Abdalaha Ibn Mohameda, na primer, je okoli leta 900 obsegala samo Córdobo in njeno okolico.
Ko je leta 912 na prestol prišel Abd Al Rahmanov vnuk Abd Al Rahman III., je bil emirat v očitnem zatonu. Novi vladar je hitro obnovil svojo oblast v vsem Al Andaluzu in jo razširil na zahodno severno Afriko. Leta 929 je s svojo avtoriteto prekinil nemire in spore, ki so pustošili po Iberskem polotoku, svoj emirat preimenoval v Kordovski kalifat in se razglasil za kalifa. Njegov položaj se je s tem izenačil s položajem kalifa v Bagdadu in položajem šiitskega kalifa v Tuniziji, s katerim je tekmoval za oblast v severni Afriki.

## Seznam kordovskih emirjev
- Abd Al Rahman I. (756-788)
- Hišam I. (788-796)
- Al Hakam I. (796-822)
- Abd Al Rahman II. (822-852)
- Mohamed I. (852-886)
- Almundir (886-888)
- Abdalah (888-912)
- Abd Al Rahman III. (912-929)